# Justicia nkandlaensis
Justicia nkandlaensis är en akantusväxtart som först beskrevs av Immelman, och fick sitt nu gällande namn av John Charles Manning och Goldblatt. Justicia nkandlaensis ingår i släktet Justicia och familjen akantusväxter. Inga underarter finns listade i Catalogue of Life.